# Ytterhogdals Idrottsklubb
O Ytterhogdals Idrottsklubb, ou simplesmente Ytterhogdals IK, é um clube de futebol da Suécia. Sua sede fica localizada em Ytterhogdal.